# Chioma Ajunwa
Chioma Ajunwa (Umuihiokwu, 25 dicembre 1970) è un'ex lunghista, velocista e calciatrice nigeriana, vincitrice della medaglia d'oro ai Giochi olimpici di Atlanta 1996 nel salto in lungo, prima donna nigeriana capace di raggiungere un simile risultato.

## Biografia
Prima della vittoria olimpica del 1996 aveva conquistato due ori ai Campionati africani di atletica leggera (1989 e 1990, un terzo oro lo vincerà nel 1998), un bronzo ai Giochi del Commonwealth del 1990 e due ori ai Giochi panafricani del Cairo del 1991.
Inoltre aveva fatto parte della Nazionale di calcio femminile della Nigeria, partecipando al Campionato mondiale femminile di calcio 1991 disputato in Cina.
Nel 1992 ha ricevuto una squalifica di 4 anni dopo essere risultata positiva ad un test anti-doping.

## Record nazionali
Seniores
- 60 metri piani indoor: 7"02 ( Liévin, 22 febbraio 1998)
- Salto in lungo indoor: 6,97 m ( Erfurt, 5 febbraio 1997)

## Palmarès
| Anno | Manifestazione          | Sede     | Evento         | Risultato  | Prestazione | Note                                     |
| ---- | ----------------------- | -------- | -------------- | ---------- | ----------- | ---------------------------------------- |
| 1989 | Campionati africani     | Lagos    | Salto in lungo | Oro        | 6,53 m      |                                          |
| 1990 | Giochi del Commonwealth | Auckland | 4×100 m        | Bronzo     | 44"67       |                                          |
| 1990 | Mondiali U20            | Plovdiv  | Salto in lungo | 5ª         | 6,46 m      |                                          |
| 1990 | Campionati africani     | Il Cairo | Salto in lungo | Oro        | 6,13 m      |                                          |
| 1991 | Giochi panafricani      | Il Cairo | Salto in lungo | Oro        | 6,67 m      |                                          |
| 1991 | Giochi panafricani      | Il Cairo | 4×100 m        | Oro        | 44"21       |                                          |
| 1996 | Giochi olimpici         | Atlanta  | 100 m piani    | Semifinale | 11"14       |                                          |
| 1996 | Giochi olimpici         | Atlanta  | Salto in lungo | Oro        | 7,12 m      | Record africano                          |
| 1996 | Giochi olimpici         | Atlanta  | 4×100 m        | 5ª         | 42"56       |                                          |
| 1997 | Mondiali indoor         | Parigi   | 60 m piani     | 4ª         | 7"19        |                                          |
| 1997 | Mondiali indoor         | Parigi   | Salto in lungo | Argento    | 6,80 m      |                                          |
| 1997 | Mondiali                | Atene    | 100 m piani    | Semifinale | 11"41       |                                          |
| 1997 | Mondiali                | Atene    | Salto in lungo | 12ª        | 5,21 m      |                                          |
| 1998 | Campionati africani     | Dakar    | Salto in lungo | Oro        | 6,78 m      | Record dei campionati                    |
| 2001 | Mondiali                | Edmonton | Salto in lungo | 15ª (q)    | 6,43 m      | Miglior prestazione personale stagionale |

## Altre competizioni internazionali
1996
- 4ª alla Grand Prix Final ( Milano), salto in lungo - 6,83 m

1998
- 7ª in Coppa del mondo ( Johannesburg), salto in lungo - 6,62 m